# 성석제
성석제(成碩濟, 1960년 7월 5일~)는 대한민국의 시인, 소설가이다.

## 생애
경상북도 상주시에서 태어났으며, 초등학교 시절을 고향에서 보내고 1974년에 서울로 이사했다. 경신고등학교와 연세대학교 법학과를 졸업하였으며, 연세대학교 재학 시절 문학 동아리인 "연세문학회"에서 활동하였다. 1986년 6월 문학사상의 시 부문에서 신인상을 받아 등단하였다.
1991년 첫 시집 《낯선 길에 묻다》를 펴냈다. 1994년 소설집 《그곳에는 어처구니들이 산다》를 펴내면서 소설을 쓰기 시작했다. 특히 1995년 계간 《문학동네》에 단편소설 <내 인생의 마지막 4.5초>을 발표함으로써 주목을 받았다. 1996년 첫 소설집 《새가 되었네》(강출판사)를 펴 냈다.
해학과 풍자, 과장, 익살을 통해 인간의 다양한 국면을 그려내는 작가로 알려져 있으며 희비극을 넘나드는 자유로운 서사와 독창적인 문체로 왕성한 창작활동을 하고 있다. 단편소설, 중편소설, 장편소설, 짧은 소설, 에세이, 칼럼, 산문 등 전방위적인 글쓰기를 지속해 왔으며 2권의 시집, 30여 권의 소설집과 장편소설, 산문집, 동화 등을 발간했다. 그의 작품은 영어, 중국어, 프랑스어, 독일어, 스페인어 등으로 번역되어 중국, 독일, 프랑스 등에서 출간되었다.

## 주요 작품

### 장편소설
- 《왕을 찾아서》(1996 웅진, 2011 문학동네 재간)
- 《아름다운 날들(원제 궁전의 새)》(1998, 하늘연못. 2005 강 재간)
- 《도망자 이치도(원제 순정)》(2000, 문학동네)
- 《인간의 힘》(2003, 문학과 지성사)
- 《위풍당당》(2012, 문학동네)
- 《단한번의 연애》(2012, 휴먼앤북스)
- 《투명인간》(2014, 창비)

### 중편소설
- 《호랑이를 봤다》(1999, 작가정신. 2011 문학동네 재간)

### 소설집
- 《그곳에는 어처구니들이 산다》(1994, 민음사)
- 《내 인생의 마지막 4.5초(원제 새가 되었네)》(1996, 강출판사)
- 《재미나는 인생》(1997, 강출판사)
- 《조동관 약전(원제 아빠 아빠 오, 불쌍한 우리 아빠)》(1997, 민음사. 2003 강출판사 재간)
- 《홀림》(문학과 지성사, 2001), 《황만근은 이렇게 말했다》(2002, 창작과비평사) ISBN 89-364-3666-X
- 《어머님이 들려주시던 노래》(2005, 창비)
- 《번쩍하는 황홀한 순간》(2003, 문학동네)
- 《참말로 좋은 날》(2007, 문학동네), ISBN 89-8281-626-7
- 《지금 행복해》(2008, 창비)
- 《인간적이다》(하늘연못, 2010)
- 《이 인간이 정말》(문학동네, 2013)
- 《믜리도 괴리도 업시》(문학동네, 2016)

### 산문집
- 《위대한 거짓말》(1995,문예마당)
- 《즐겁게 춤을 추다가》(2004, 강출판사)
- 《소풍》(2006, 창비)
- 《성석제의 이야기 박물지 유쾌한 발견》(2007, 하늘연못)
- 《농담하는 카메라》(2008, 문학동네)
- 《칼과 황홀》(2011, 문학동네), 자라》
- 《꾸들꾸들 물고기씨 어딜 가시나》(2015, 한겨레출판)
- 《낯선 길에 묻다》(1991, 민음사)
- 《검은 암소의 천국》(민음사 1997)

### 동화집
- 《토끼와 자라》
- 《평강공주와 바보온달)

### 기타
- 《성석제가 찾은 맛있는 문장들》 (창비, 2009)

## 수상 경력
- 1997년 제30회 한국일보문학상, 단편소설 《유랑》
- 2000년 제13회 동서문학상, 소설집 《홀림》
- 2001년 제2회 이효석문학상, 단편소설 《황만근은 이렇게 말했다》
- 2002년 제33회 동인문학상, 소설집 《황만근은 이렇게 말했다》
- 2003년 제49회 현대문학상, 단편소설 《내 고운 벗님》
- 2005년 제13회 오영수문학상, 단편소설 《잃어버린 인간》
- 2014년 제31회 요산문학상, 장편소설 《투명인간》
- 2015년 제12회 채만식문학상, 장편소설 《투명인간》